# Jaume Hilari Barbal
Jaume Hilari Barbal, nascut Manuel Barbal i Cosán (Enviny, Pallars, 2 de gener de 1898 - Tarragona, 18 de gener de 1937) va ser un religiós i professor, membre dels Germans de les Escoles Cristianes. Durant dues dècades va ser professor en escoles de l'orde abans de ser capturat amb altres companys durant la Guerra Civil espanyola. Va ser beatificat i canonitzat per Joan Pau II, essent venerat com a sant màrtir per l'Església catòlica. La seva festivitat és el 28 de juliol.

## Vida
Va néixer a Enviny, petit poble pirinenc, en el si d'una família molt cristiana. Treballà al camp i, cap als tretze anys, va ingressar al Seminari Menor d'Urgell, però l'hagué de deixar per patir una greu malaltia auditiva.
El 1917 va ingressar al noviciat dels Germans de les Escoles Cristianes, començant a estudiar-hi. El 24 de febrer del mateix any, a Irun, va prendre amb l'hàbit religiós prenent el nom de germà Jaume Hilari. Va dedicar-se a l'ensenyament i la catequesi, a Mollerussa, a Pibrac (a prop de Tolosa, Occitània), a Calaf, etc. Es va fer patent la seva capacitat literària i va col·laborar en revistes en la difusió dels valors cristians. A partir d'aquest moment la seva sordesa li va impedir continuar la seva tasca educativa.
Es va haver de traslladar a Cambrils per ocupar-se de les tasques del camp i llavors va esclatar la Guerra civil espanyola, el 1936. La persecució dels religiosos que es va desfermar llavors va obligar-lo a refugiar-se a casa d'uns coneguts de Mollerussa, però va ser trobat i detingut a la presó de Lleida, essent enviat després a Tarragona, al vaixell-presó "Mahón", juntament amb altres religiosos.
El 15 de gener de 1937 va ser jutjat, juntament amb d'altres. Tot i que podria haver escapat, dient que era el jardiner del col·legi, no va voler amagar la seva condició de germà lasal·lista; encara que l'advocat va demanar l'indult, se li va negar, essent l'únic condemnat dels 25 jutjats aquell dia. El 18 de gener, a dos quarts de quatre de la tarda, fou afusellat al cementiri de l'Oliva, a Tarragona. Va morir dient "Morir per Crist és viure, amics meus".
Va ser beatificat el 29 d'abril de 1990 i canonitzat el 21 de novembre de 1999 per Joan Pau II, juntament amb altres germans de la congregació morts a Turón (Astúries) i coneguts com a Màrtirs de Turón.